# Droga A194 (Rosja)
Droga A194 – droga krajowa o długości 51 km, leżąca na obszarze obwodu królewieckiego w Rosji. Trasa ta łączy stolicę obwodu, Królewiec z przejściem granicznym z Polską w Mamonowie.

## Miejscowości leżące na trasie A194
- Królewiec (0 km)
- Uszakowo (21 km)
- Ładuszkin (28 km)
- Bledziewo (36 km)
- Mamonowo (47 km)